# Kuklík
Kuklík (in tedesco Kuklik) è un comune ceco situato nel distretto di Žďár nad Sázavou, nella regione di Vysočina.